# پوست روشن

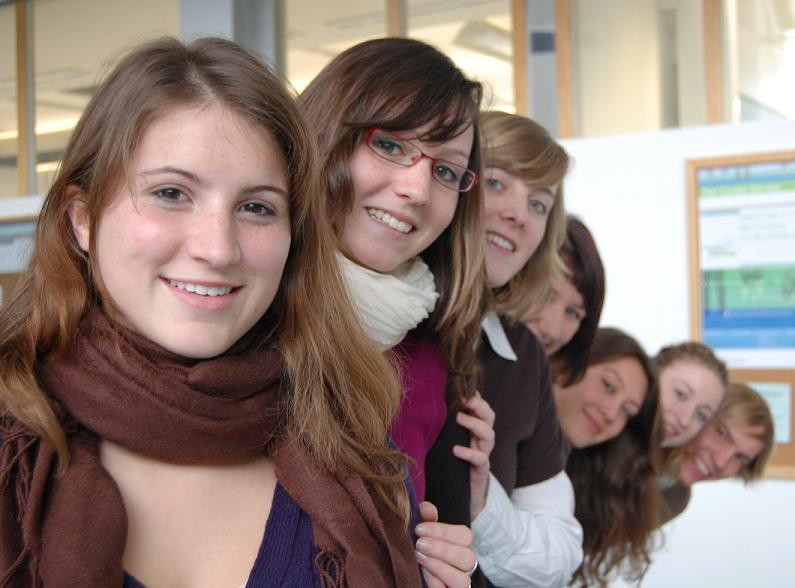

پوست روشن (انگلیسی: Light skin) گونه‌ای از رنگ پوست انسان است که رنگدانهٔ ملانین کمی دارد و بیشتر مختص افرادی است که ساکن مناطقی با اشعهٔ فرابنفش کم هستند.